# Канчурінсько-Мусінський комплекс підземного зберігання газу
Канчурінсько-Мусінський комплекс підземного зберігання газу – об’єкт нафтогазової інфраструктури, майданчик якого знаходиться в Башкортостані.
В 1961-му на півдні Башкирії почали розробку Канчурінського газоконденсатного родовища. Після випрацювання його основних запасів прийняли рішення про створення тут підземного сховища газу,  перша черга якого стала до ладу в 1972-му.
Зберігання газу відбувається у вапняковій структурі рифового походження, що відноситься до сакмарського та артинського ярусів (нижня перм). Покрівлею виступають відклади кунгурського ярусу (також нижня перм), а знизу газова зона відділена від водяної облямівкою із в’язкої нафти. Газонафтовий контакт знаходиться на глибині 1450 метрів, при цьому середня глибина газової зони визначена як 1400 метрів.
Проектна активна ємність Канчурінського сховища первісно становила 3,05 млрд м3 при загальному об’ємі газу у пласті 5,33 млрд м3. В подальшому цей показник збільшили до 4,4 млрд м3 при максимальному добовому відборі 44 млн м3, що потребувало спорудження 142 експлуатаційних свердловин.
В 2003-му поряд з Канчурінським ввели в дію в дію Мусінське газове сховище ємністю 0,46 млрд м3, яке також було створене на основі колишнього родовища. За проектом воном повинно було мати 27 свердловин та забезпечувати максимальний добовий відбір у 12 млн м3.
В 2007-му обидва сховища об’єднали у Канчурінсько-Мусінський комплекс підземного зберігання газу. Комплекс має спільну інфраструктуру закачування, підготовки та обліку газу.
Комплекс сполучений з газотранспортною системою трубопроводами Совхозне – Оренбург, Кумертау – Ішимбай (стали до ладу ще в часи розробки Канчурінського газового родовища) та Поляна – Канчурінське.